# کنگو اکسپرس
کنگو اکسپرس (به انگلیسی: Congo Express) یک شرکت هواپیمایی با کد یاتا XZ است که در ۲۰۱۰ میلادی تأسیس شده و در ۱ فوریه ۲۰۱۰ فعالیتش را آغاز کرده‌است. دفتر مرکزی کنگو اکسپرس در لوبومباشی، جمهوری دموکراتیک کنگو واقع شده‌است و به ۲ مقصد، پرواز انجام می‌دهد.